# Гридьково (городской округ Щёлково)
Гридьково — упразднённая деревня, располагавшаяся на территории городского округа Щёлково Московской области России.

## География
Урочище находится в северо-восточной части области, в зоне хвойно-широколиственных лесов, на правом берегу реки Мележи, к западу от автодороги А108, на расстоянии примерно 39 километров (по прямой) к северо-востоку от города Щёлково, административного центра округа.

### Климат
Климат характеризуется как умеренно континентальный, с умеренно холодной зимой и тёплым летом. Среднегодовая температура воздуха — +2,7 °C. Средняя температура воздуха самого холодного месяца (января) — −11,3 °C (абсолютный минимум — −48 °C), средняя температура самого тёплого (июля) — +17 °С (абсолютный максимум — +36 °C). Годовое количество атмосферных осадков — 630 мм, из которых около 70 % выпадает в период с апреля по октябрь.

## История
В «Списке населенных мест Московской губернии по сведениям 1859 года» населённый пункт упомянут как владельческая деревня Гритьково Богородского уезда, расположенная при реке Мележе, в 40 верстах от уездного города. В деревне насчитывалось 8 дворов и проживало 58 человек (28 мужчин и 30 женщин).
По состоянию на 1913 год, в Гритькове имелось 10 дворов. В административном отношении сельцо входило в состав Аксёновской волости.
По данным 1926 года в деревне имелось 12 хозяйств и проживало 37 человек (19 мужчин и 18 женщин). Являлась частью Бобровского сельсовета Аксёновской волости Богородского уезда.